# بيفر ريفر سيتي
بيفر ريفر سيتي (يوتا) (بالإنجليزية: Bear River City, Utah)‏ هي مدينة تقع في الولايات المتحدة في مقاطعة بوكس إلدير، يوتا.  يقدر عدد سكانها بـ 835 نسمة ومساحتها 4.1 كم2  وترتفع عن سطح البحر 1,298 متر.

## التركيبة السكانية
حدّد مكتب تعداد الولايات المتحدة بيانات التركيبة السكانية لبيفر ريفر سيتي في تعداد الولايات المتحدة. في ما يلي، التركيبة السكانية حسب تعدادي 2000 و2010.

### تعداد عام 2000
بلغ عدد سكان بيفر ريفر سيتي 750 نسمة بحسب تعداد عام 2000، وبلغ عدد الأسر 226 أسرة وعدد العائلات 196 عائلة مقيمة في المدينة. في حين سجلت الكثافة السكانية 161.3 نسمة لكل كيلومتر مربع (417.8/ميل2). وبلغ عدد الوحدات السكنية 233 وحدة بمتوسط كثافة قدره 50.1 لكل كيلومتر مربع (129.8/ميل2).
وتوزع التركيب العرقي للمدينة بنسبة 96.27% من البيض و0.27% من الأمريكيين الأصليين و2.27% من الأعراق الأخرى و1.20% من عرقين مختلطين أو أكثر و3.87% من الهسبانيون أو اللاتينيون من أي عرق.
بلغ عدد الأسر 226 أسرة كانت نسبة 49.1% منها لديها أطفال تحت سن الثامنة عشر تعيش معهم، وبلغت نسبة الأزواج القاطنين مع بعضهم البعض 78.8% من أصل المجموع الكلي للأسر، ونسبة 6.6% من الأسر كان لديها معيلات من الإناث دون وجود شريك،  بينما كانت نسبة 1.3% من الأسر لديها معيلون من الذكور دون وجود شريكة وكانت نسبة 13.3% من غير العائلات. تألفت نسبة 12.4% من أصل جميع الأسر من عدة أفراد يعيشون في نفس المنزل ونسبة 7.1% كانت تتألف من شخص يعيش بمفرده يبلغ من العمر 65 عاماً أو أكثر. وبلغ متوسط حجم الأسرة المعيشية 3.32، أما متوسط حجم العائلات فبلغ 3.64.
بلغ العمر الوسطي للسكان 29.7 عاماً. وكانت نسبة 36.7% من القاطنين تحت سن الثامنة عشر، وكانت نسبة 8% بين الثامنة عشر والرابعة والعشرين عاماً، ونسبة 25.6% كانت واقعةً في الفئة العمرية ما بين الخامسة والعشرين والرابعة والأربعين عاماً، ونسبة 19.3% كانت ما بين الخامسة والأربعين والرابعة والستين، ونسبة 10.4% كانت ضمن فئة الخامسة والستين عاماً فما فوق. يوجد لكل 100 أنثى 110.1 ذكر، ويوجد لكل 100 أنثى في الثامنة عشر من عمرها فما فوق 100.4 ذكر.
بلغ متوسط دخل الأسرة في المدينة 52,212 دولارًا، أما متوسط دخل العائلة فبلغ 55,833 دولارًا. وكان متوسط دخل الذكور 40,417 دولارًا مقابل 24,821 دولارًا للإناث. وسجل دخل الفرد الخاص بالمدينة 17,296 دولارًا. وكانت نسبة 0% من العائلات ونسبة 0% من السكان تحت خط الفقر، وكان من هؤلاء نسبة 0% تحت سن الثامنة عشر ونسبة 0% في الخامسة والستين من العمر وما فوق.

### تعداد عام 2010
بلغ عدد سكان بيفر ريفر سيتي 853 نسمة بحسب تعداد عام 2010، وبلغ عدد الأسر 269 أسرة وعدد العائلات 228 عائلة مقيمة في المدينة. في حين سجلت الكثافة السكانية 183.4 نسمة لكل كيلومتر مربع (475.0/ميل2). وبلغ عدد الوحدات السكنية 285 وحدة بمتوسط كثافة قدره 61.3 لكل كيلومتر مربع (158.8/ميل2).
وتوزع التركيب العرقي للمدينة بنسبة 97.07% من البيض و0.35% من الأمريكيين الأفارقة و0.47% من الأمريكيين الأصليين و0.47% من الأمريكيين ذوي الأصول الآسيوية و1.06% من الأعراق الأخرى و0.59% من عرقين مختلطين أو أكثر و4.22% من الهسبانيون أو اللاتينيون من أي عرق.
بلغ عدد الأسر 269 أسرة كانت نسبة 46.1% منها لديها أطفال تحت سن الثامنة عشر تعيش معهم، وبلغت نسبة الأزواج القاطنين مع بعضهم البعض 73.2% من أصل المجموع الكلي للأسر، ونسبة 8.2% من الأسر كان لديها معيلات من الإناث دون وجود شريك،  بينما كانت نسبة 3.3% من الأسر لديها معيلون من الذكور دون وجود شريكة وكانت نسبة 15.2% من غير العائلات. تألفت نسبة 13.4% من أصل جميع الأسر من عدة أفراد يعيشون في نفس المنزل ونسبة 7.1% كانت تتألف من شخص يعيش بمفرده يبلغ من العمر 65 عاماً أو أكثر. وبلغ متوسط حجم الأسرة المعيشية 3.17، أما متوسط حجم العائلات فبلغ 3.48.
بلغ العمر الوسطي للسكان 33.3 عاماً. وكانت نسبة 32.9% من القاطنين تحت سن الثامنة عشر، وكانت نسبة 8.8% بين الثامنة عشر والرابعة والعشرين عاماً، ونسبة 23.7% كانت واقعةً في الفئة العمرية ما بين الخامسة والعشرين والرابعة والأربعين عاماً، ونسبة 22.2% كانت ما بين الخامسة والأربعين والرابعة والستين، ونسبة 12.4% كانت ضمن فئة الخامسة والستين عاماً فما فوق. وتوزع التركيب الجنسي للسكان بنسبة 52.3% ذكور و47.7% إناث.

## أعلام
- آرثر والاس